# Tettigometra distincta
Tettigometra distincta är en insektsart som först beskrevs av Lucas 1849.  Tettigometra distincta ingår i släktet Tettigometra och familjen Tettigometridae.
Artens utbredningsområde är Spanien. Inga underarter finns listade i Catalogue of Life.